# هالو (فرمول یک)
هالو یک سیستم محافظت در برابر تصادف از راننده است که در سری مسابقات چرخ باز استفاده می‌شود که از یک نوار منحنی تشکیل شده است که برای محافظت از سر راننده قرار داده شده است.

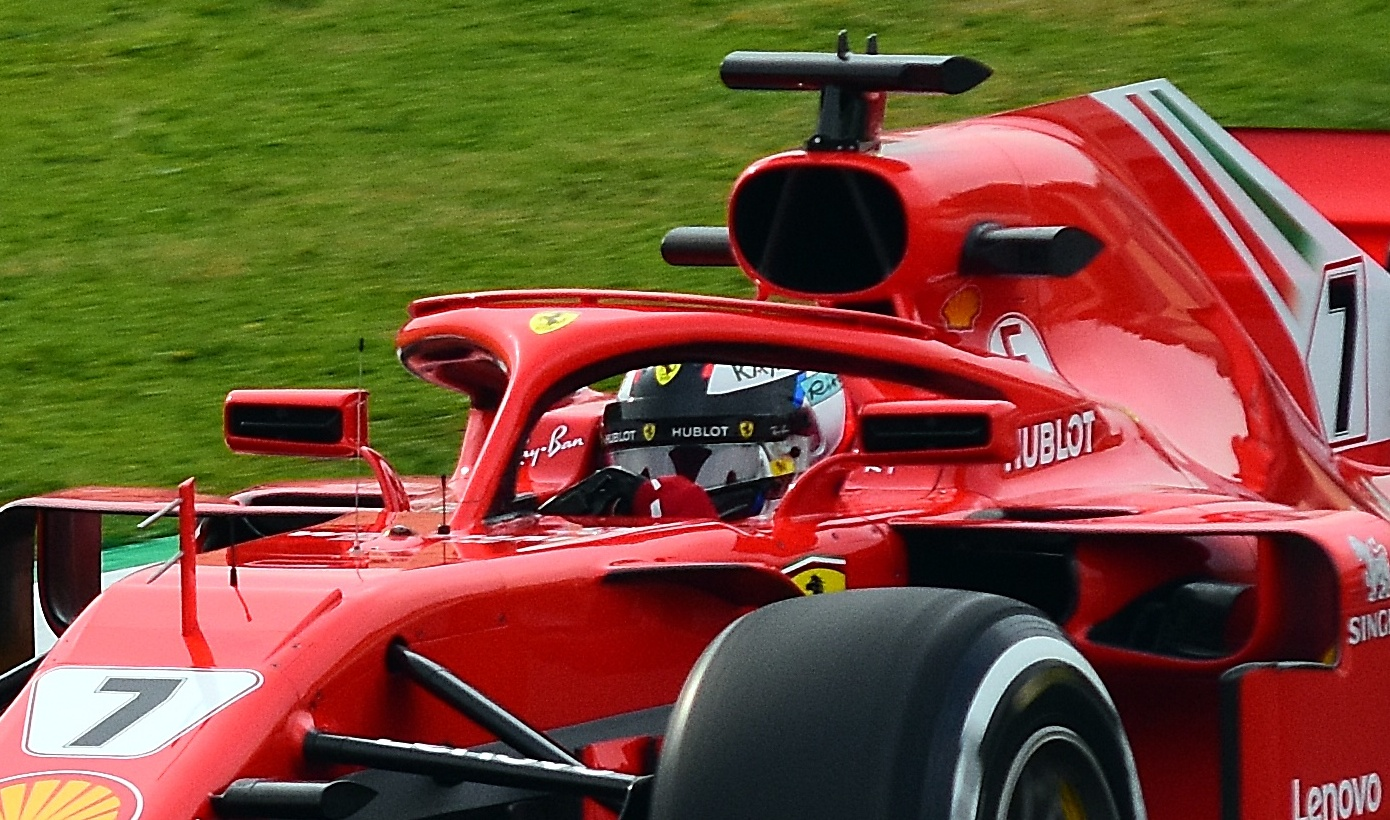
سیستم هالو در فراری اس‌اف۷۱اچ که توسط کیمی رایکونن در طول آزمایش پیش فصل در فوریه ۲۰۱۸ رانندگی می‌شود.

اولین آزمایش هالو در سال ۲۰۱۶ و در ژوئیه ۲۰۱۷ انجام شد. از فصل ۲۰۱۸، فیا به عنوان یک اقدام ایمنی جدید، هالو را برای هر وسیله نقلیه در فرمول یک، فرمول ۲، فرمول ۳، فرمول ای و همچنین فرمول ۴ اجباری کرده است.

## تاریخ و توسعه

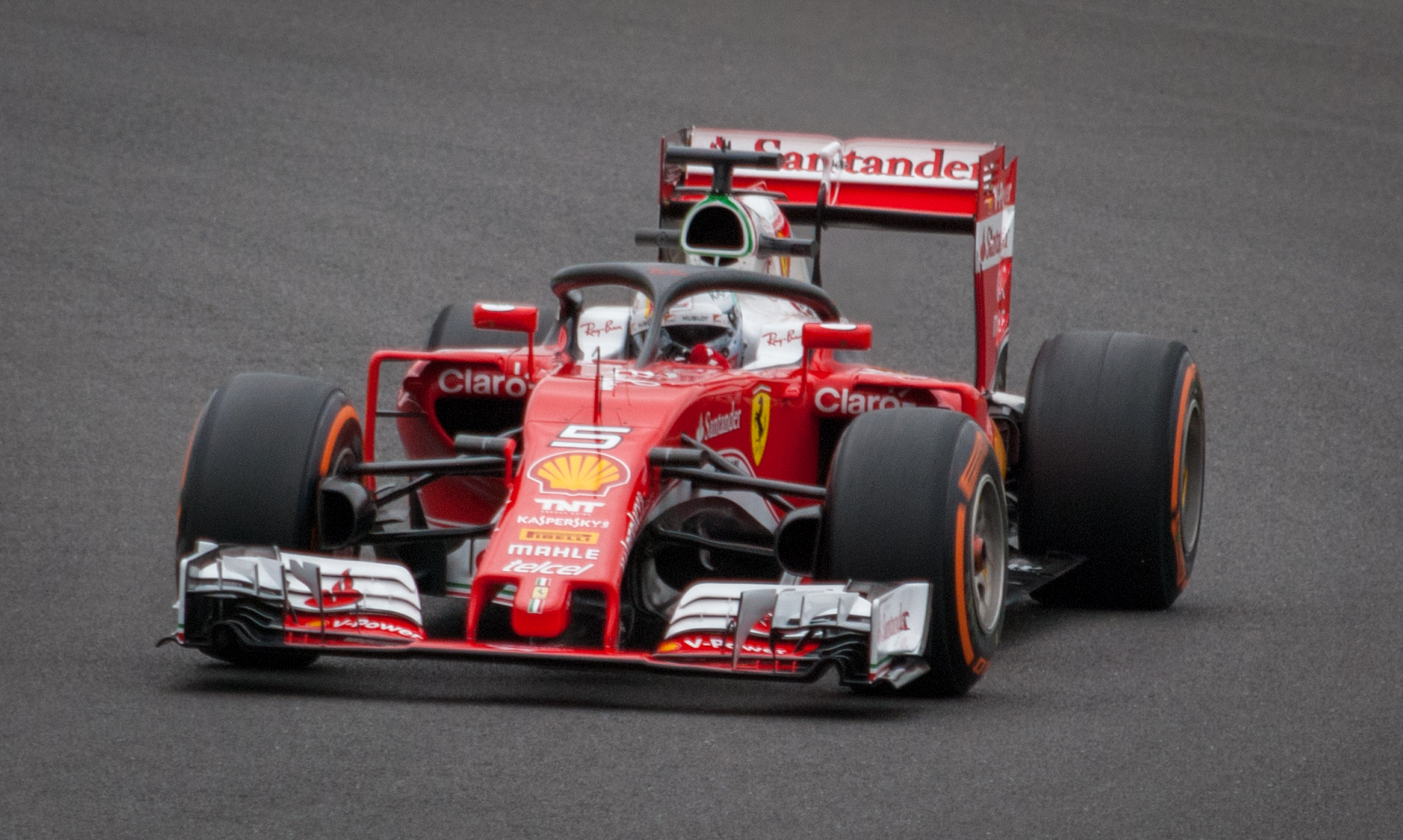
سباستین فتل- فراری- هالو

در طول توسعه، فیا سه سناریوی اساسی را مورد بررسی قرار داد: برخورد بین دو وسیله نقلیه، تماس بین یک وسیله نقلیه و محیط اطراف (مانند موانع) و برخورد با وسایل نقلیه و آوار. آزمایش‌ها نشان داده است که سیستم هالو می‌تواند به میزان قابل توجهی خطر آسیب دیدگی را برای راننده کاهش دهد. در بسیاری از موارد این سیستم می‌توانست از تماس کلاه ایمنی با مانع در هنگام بررسی تصادفات متعددی که در گذشته رخ داده بود، جلوگیری کند. در طول مطالعه آخرین مورد مشخص شد که هالو قادر است اجسام بزرگ را منحرف کند و محافظت بیشتری در برابر آوارهای کوچکتر ایجاد کند.

### سیستم‌های جایگزین
به عنوان جایگزینی برای سیستم هالو، فناوری‌های پیشرفته ردبول «صفحه هوا» شفاف را توسعه داد. این طراحی که شبیه به یک فیرینگ کوچک بود، چندان مورد توجه فیا قرار نگرفت. پس از اینکه رانندگان مخالفت خود را با معرفی سیستم هالو ابراز کردند، فیا شیلد را که یک صفحه نمایش پلی وینیل کلرید شفاف است، توسعه داد.